# Piotr Drittenpreis
Piotr Aleksandrowicz Drittenpreis (ros. Пётр Александрович Дриттенпрейс, niem. Peter-Joseph Drittenpreis, ur. 29 lipca 1841 w Bawarii, zm. 5 stycznia 1912 w Moskwie) – moskiewski architekt pochodzenia niemieckiego. Przyjął obywatelstwo rosyjskie w roku 1874.
Studiował w latach 1859–1865 na Cesarskiej Akademii Sztuki w Sankt Petersburgu. 
Początkowo zajmował się głównie budownictwem kolejowym. Po roku 1880 projektował domy dla inwestorów moskiewskich, głównie starych rodów kupieckich. Te budowle były bogato zdobione w stylu eklektyzmu, dopiero w latach 1898–1901 zaprojektował on dom Rachmanowa przy ulicy Pokrowka 19 w stylu czystego Art Nouveau. 
Drittenpreis został w roku 1892 wybrany na prezesa klubu Niemców moskiewskich. Został pochowany na moskiewskim cmentarzu Wwiedeńskim (Niemieckim). 
Jego syn, Władimir Pietrowicz Drittenpreis (1878-1916) był architektem i malarzem, członkiem stowarzyszenia Błękitna róża. W roku 1915 wystąpił o zmianę nazwiska na panieńskie nazwisko matki – Gonczarow.

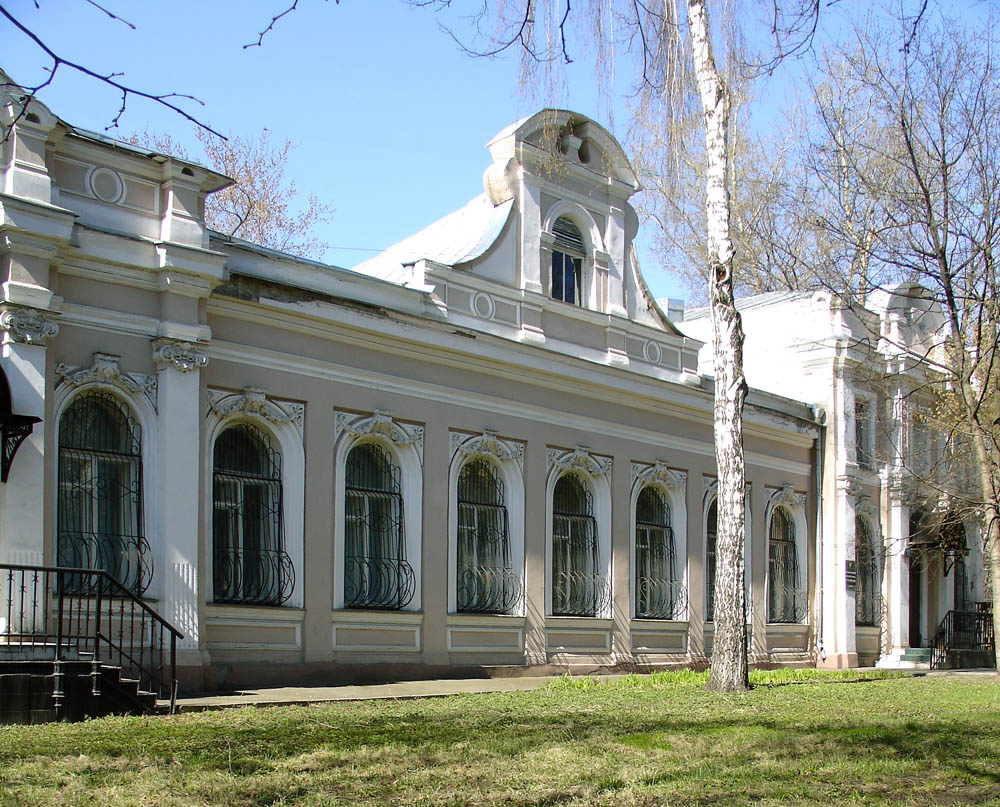
Pokrowskij Bulwar 12
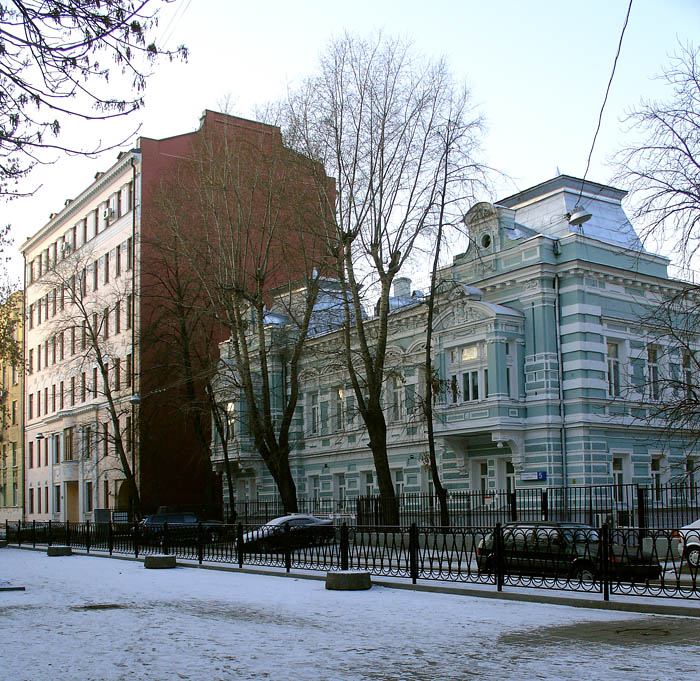
Ogorodnaja Słoboda 5 (po prawej)